# NGC 1294
NGC 1294 (również PGC 12600, UGC 2694) – galaktyka eliptyczna (E-S0), znajdująca się w gwiazdozbiorze Perseusza. Odkrył ją William Herschel 17 października 1786 roku. Należy do Gromady w Perseuszu.